# Spizaphilus ornatus
Spizaphilus ornatus är en insektsart som först beskrevs av Brunner von Wattenwyl 1888.  Spizaphilus ornatus ingår i släktet Spizaphilus och familjen Anostostomatidae. Inga underarter finns listade i Catalogue of Life.